# Ontologia social
Ontologia social é um ramo da filosofia que estuda a natureza e a propriedade da realidade social. Ela examina os vários entes que surgem no mundo a partir das interações sociais.
Entre os filósofos contemporâneos que estudam ontologia social estão Margaret Gilbert, Amie Thomasson e Ruth Millikan.

## Definição
A ontologia possui inúmeros ramos, como ontologias disciplinares ou regionais. Ontologia social é um ramo das ontologias disciplinares que inclui os entes básicos, propriedades e gêneros estudados pelas ciências sociais. Há dois gêneros de entidades sociais: indivíduos socializados e complexos sociais ou coletividades.